# 혈액 도말

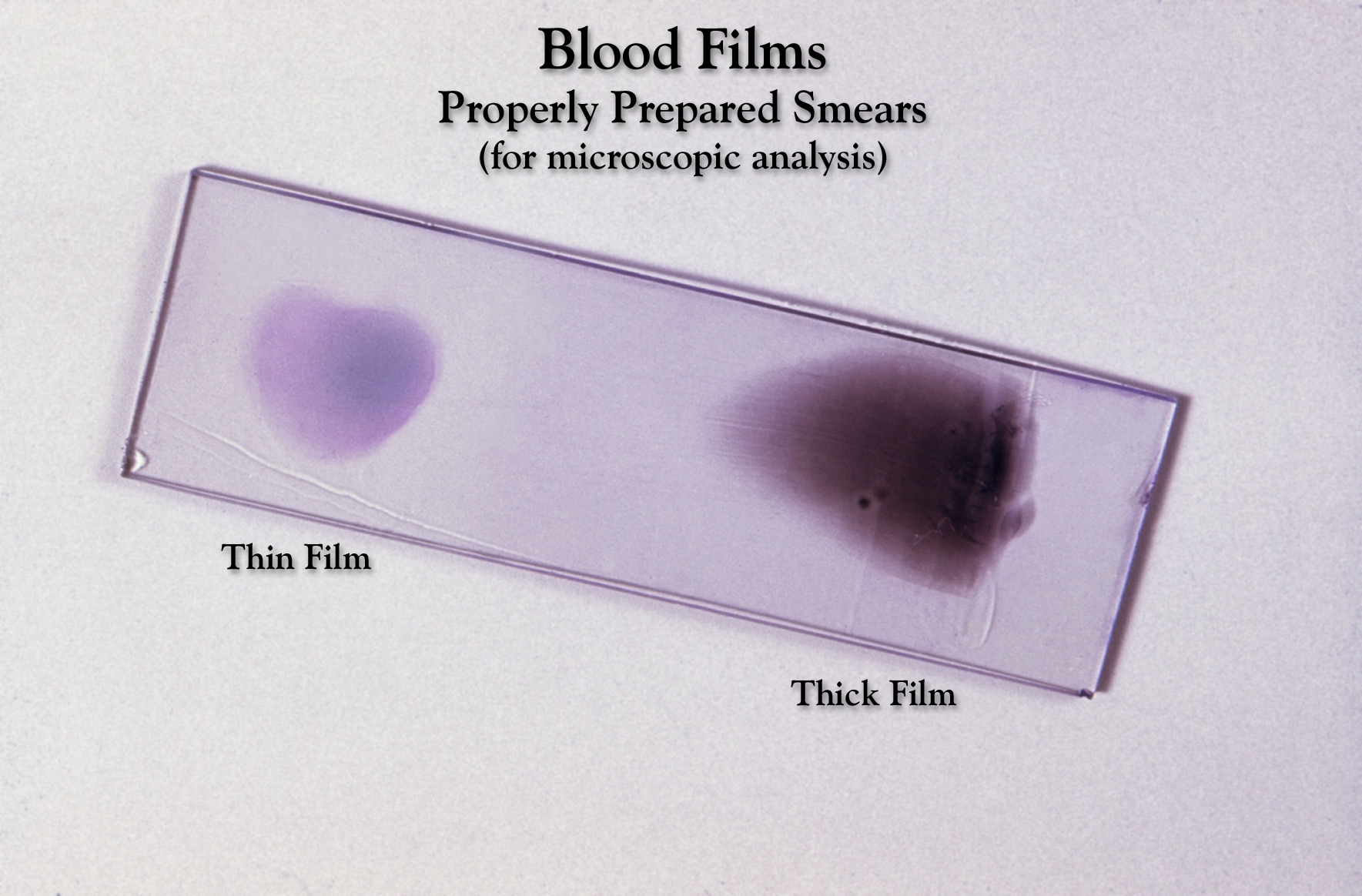

혈액 도말(영어: Blood Smear)이란 현미경으로 혈액 내 세포들을 직접 세어 진단에 이용하는 방법을 말한다.
일반혈액검사에서는 혈액세포들의 용적, 개수 등의 다양한 정보를 제공하지만 각각의 세포들이 어떠한 형태로 존재하는지 또는 어떤 세포인지 분석할 수는 없다.
이는 혈액분석기의 분석 방법이 세포에 대하여 핵의 존재여부와 핵의 크기 만으로 세포를 분류하기 때문이다. 따라서 호중구와 호산구의 구별, 적혈구의 toxic change여부, 호중구의 left shift여부 등에 대한 정보를 얻기 위해서는 직접 눈으로 관찰하는 것이 필요하다.
검사할 혈액을 슬라이드 글라스에 도말하여 압궤표본을 제작한 후 염색을 하여 슬라이드를 만든 후 현미경으로 백혈구의 경우 100개, 적혈구의 경우 1000개의 세포를 세면서 각각 어떠한 종류의 세포를 가졌는지 감별하여 감별계수를 구하고 그 감별계수를 전체 백혈구, 적혈구의 수에 곱하여 각각의 세포가 단위 혈액 내 얼마나 존재하는지 결과를 얻을 수 있다.
결과를 통하여 염증반응의 종류, 염증 반응의 원인, 빈혈 진단 등에 이용할 수 있다.